# 이지번
이지번(李之蕃, 1508년 ∼ 1575년 12월 1일)는 조선 명종 때의 문신·학자로, 본관은 한산, 자는 형백, 호는 성암(省菴)이다. 목은 이색의 후손이고, 이지함의 맏형이다.
학자 토정 이지함의 형이며 선조때의 재상 이산해의 아버지이다. 부모에게 남달리 효성이 지극하였다. 그는 학문이 뛰어났으며 천문과 지리에도 밝았다. 명종 때 장례원 사평이 되었으나, 당시 정권을 잡고 있었던 윤원형이 횡포를 부리자, 벼슬에서 물러나 단양의 귀담에다 집을 짓고 정신을 수양하면서 지냈다.
그는 소를 타고 강가의 경치를 즐기는가 하면, 귀담 언덕의 양 끝에다 칡덩굴로 줄을 매어놓고 날아가는 학 모양을 매달아 그 위에 올라타고 왕래하니, 사람들이 그를 신선이라 하였다. 그 후 선조 때 청풍 군수, 내자시 정 등을 지냈으며, 아들 이산해는 영의정에 이르렀다.